# The Souls of Black Folk
The Souls of Black People és un recull de catorze assaigs de William Edward Burghardt Du Bois publicat l'any 1903. Aquesta obra és l'obra fundacional i de l'acció de l'autor, perquè "va donar veu als negres per primera vegada".

## Història de l'obra
Encara que va aparéixer l'any 1903, la majoria dels textos que conformen el llibre els va escriure entre el 1897 i el 1903. Sovint són articles reelaborats que han aparegut abans en diaris i revistes. Alguns també són inèdits. Aquesta obra fou un èxit immediat. L'any 1905 ja es va reeditar dues vegades, i va tenir vint-i-dues reedicions el 1938. L'any 2003, centenari de la publicació, l'obra havia estat reimpresa cent dinou voltes. Tanmateix, tot i el desig de Du Bois de fer canvis ocasionals a l'obra, el text de l'edició de 1903 es mantingué sense modificar.

## Temes
Du Bois explica a la primera línia del recull per què va escriure aquesta obra: "Gran part del que hi ha enterrat en aquestes pàgines pot ajudar un lector pacient a entendre amb tota la seua estranyesa què vol dir ser negre, ací, a l'alba del segle xx. Aquest significat té interés per a tu, noble lector; perquè el problema del segle XX és el problema de la línia divisòria del color". Per a Du Bois, es tracta de mostrar què vol dir ser negre a principis del segle XX (allò que ell anomena "vida darrere del vel", metàfora de la segregació racista) perquè, als seus ulls, el racisme és el problema central del segle vinent.
L'obra reuneix textos de gèneres molt diferents: recerca sociològica, ficció, etnomusicologia, història.

## En cultura
L'any 2020, l'artista de Benín Roméo Mivekannin va destacar per la seua exposició “Les ànimes dels negres”, titulada en referència a l'obra de Du Bois.